# 군자동 (서울)
군자동(君子洞)은 서울특별시 광진구의 행정동, 법정동이다.

## 개요
군자동은 천호대로 남쪽 중랑천 좌측에 위치하는 교통의 요충지이다. 군자동의 동명 유래로 전해오는 이야기는 다음과 같다. 옛날 어느 왕의 일행이 거동하다가 마침 이곳 동이로변(남일농장터)에서 묵던 도중 동행하던 왕비가 옥동자를 낳았고, ‘임금의 아들을 낳은 곳’이라 하여 ‘군자동’이라 명하였으며, 지금도 이곳을 ‘명려궁터’라 칭한다.

## 법정동
- 군자동

## 교육
- 세종초등학교
- 서울장안초등학교
- 세종대학교

## 교통
- ● 수도권 전철 5호선
  - 군자역
- ● 서울 지하철 7호선
  - 군자역

## 같이 보기
- 대한민국의 행정 구역